# Église de la Sainte-Trinité de Sombor et maison paroissiale
Pour les articles homonymes, voir Église de la Sainte-Trinité.
L'église de la Sainte-Trinité de Sombor et maison paroissiale (en serbe cyrillique : Римокатоличка црква Свете Тројице и жупни уред у Сомбору ; en serbe latin : Rimokatolička crkva Svete Trojice i župni ured u Somboru) est une église catholique située à ville de Sombor et dans le district de Bačka occidentale, en Serbie. Elle est inscrite sur la liste des monuments culturels de grande importance de la république de Serbie (identifiant no SK 1171).

## Présentation

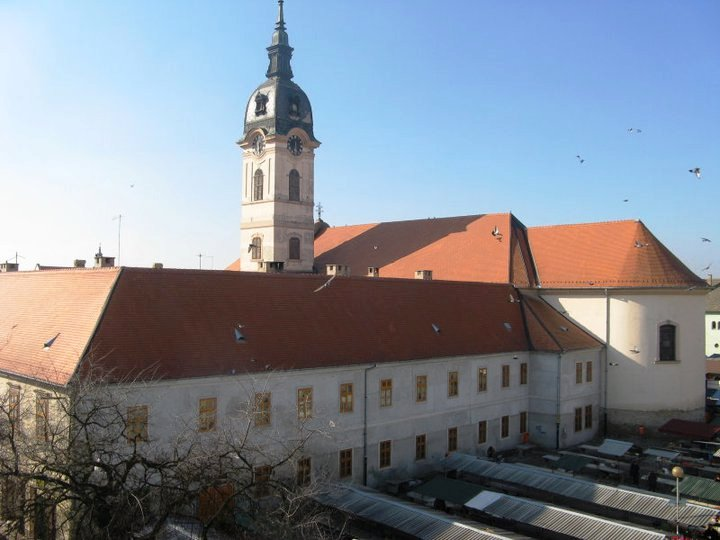
L'église et la maison paroissiale

L'église et le presbytère ont été construits ensemble entre 1752 et 1772 de façon à constituer un seul ensemble architectural,. Cet ensemble a été fondé par les Franciscains qui en sont restés les propriétaires jusqu'en 1871, quand l'empereur Joseph II a dissout le monastère et l'a rattaché à la paroisse catholique de Sombor.
L'église, constituée d'une nef unique, est de style baroque,. Elle mesure 50,5 m de long et 15,25 m de large. Elle dispose d'une crypte carrée avec une abside demi-circulaire dans laquelle des personnalités importantes de Sombor ont été enterrées jusqu'en 1876.
La façade occidentale est rythmée par cinq pilastres et deux colonnes surmontées de chapiteaux avec des anges ; au-dessus de la corniche moulurée s'élève un fronton orné de volutes. La façade sud, dont le mur s'appuie sur celui de l'ancien couvent, est dominée par un clocher haut de 56 m.
L'intérieur a été richement décoré en 1939.